# Густав фон Зайн-Витгенщайн-Берлебург
Густав Волфганг Вилхелм Кристиан Фридрих фон Зайн-Витгенщайн-Берлебург (на немски: Gustav Wolfgang Wilhelm Christian Friedrich; * 20 май 1837 в Берлебург; † 1 април 1889 в Берлебург) е принц от Княжеството Зайн-Витгенщайн-Берлебург и народен представител.
Той е вторият син на последния управляващ 2. княз Фридрих Албрехт Лудвиг Фердинанд фон Зайн-Витгенщайн-Берлебург (1777 – 1851) и съпругата му графиня Кристиана Шарлота Вилхелмина фон Ортенбург (1802 – 1854), дъщеря на граф Йозеф Карл Леополд Фридрих Лудвиг фон Ортенбург (1780 – 1831) и графиня Каролина Луиза Вилхелмина фон Ербах-Ербах (1779 – 1825). Братята му са Албрехт (1834 – 1904) и Карл (1839 – 1887).
През 1806 г. княжеството отива към Великото херцогство Хесен и през 1816 г. към Прусия. Най-големият му брат му Албрехт последва през 1851 г. баща им като племенен господар в Кралство Прусия. Густав го представя в „Провинциалния ландтаг на провинция Вестфалия“ през 1868 г.
Густав фон Зайн-Витгенщайн-Берлебург умира на 51 години на 1 април 1889 г. в Берлебург. Най-големият му син Рихард (1882 – 1925) наследява титлата 4. княз на Зайн-Витгенщайн-Берлебург и племенен господар от чичо си Албрехт (1834 – 1904).

## Фамилия
Густав фон Зайн-Витгенщайн-Берлебург се жени на 24 септември 1878 г. в Асумщат, Вюртемберг за фрайин Мари фон Геминген-Хорнберг (* 24 ноември 1855, Бабщат; † 10 октомври 1946, Берлебург), дъщеря на фрайхер Херман Фердинанд Фридрих Август фон Геминген-Хорнберг (1820 – 1891) и фрайин Паулина Филипина Максимилиана фон Елрихсхаузен (1825 – 1865). Те имат две дъщери и два сина:
- Шарлота Луиза Анна Хелена (* 11 октомври 1879, Берлебург; † 17 май 1968, Тегернзе), омъжена на 6 септември 1910 г. в Берлебург за Ханс Лудолф фон Коце (1876 – 1952)
- Хилдегард Каролина София (* 20 септември 1880, Берлебург; † 4 юни 1973, Тегернзе), омъжена на 24 март 1903 г. в Щутгарт за фрайхер Бенедикт XVI (Бено) фон Херман ауф Вайн (1862 – 1932)
- Рихард Херман Густав (* 27 май 1882, Берлебург; † 25 април 1925 при автомобилна катастрофа близо до Ханау), 4. княз на Зайн-Витгенщайн-Берлебург, племенен господар, женен на 21 ноември 1905 г. в Лангенцел за принцеса Маделайна фон Льовенщайн-Вертхайм-Фройденберг (1885 – 1976)
- Волфганг Фридрих Макс (* 13 март 1887, Берлебург; † 9 януари 1966, Щраувайлер), женен I. на 3 юни 1916 г. в Баден-Баден (развод 1924) за Едита фон Низеванд (1888 – 1962), II. на 29 ноември 1926 г. в Мюнхен за фрайин Луци фон Клайдорф (1898 – 1952)